# Seward, Kansas
Seward är en ort i Stafford County i Kansas. Vid 2010 års folkräkning hade Seward 64 invånare.